# Batalla de Fuengirola
La batalla de Fuengirola tuvo lugar los días 14 y 15 de octubre de 1810, en el marco de la Guerra de Independencia Española. 

## Desarrollo de las operaciones
La expedición hispano-británica al mando de Sir Andrew Thomas Blayney, XI Lord Blayney, constituyó uno de los más importantes intentos por liberar Málaga de la ocupación napoleónica. Sin embargo, una pequeña guarnición de soldados polacos al servicio del Ejército francés de Napoleón Bonaparte, destinados en la fortaleza medieval de Fuengirola, logró contenerla, tras apresar a Lord Blayney durante la batalla (estuvo tres años prisionero en Francia).
Uno de los motivos que indujo a los defensores del 4º Regimiento del Gran Ducado de Varsovia a realizar incursiones entre las filas de las fuerzas que asediaban el castillo, era que debido al enorme polvorín que concentraba la fortificación, entre munición y pólvora, los defensores temían que fuese blanco de la artillería enemiga y muy probablemente fortaleza y defensores hubiesen sido aniquilados, (de ahí que dispusieran de material suficiente como para que la torre suroeste y parte de los muros adyacentes (S y O) de la fortaleza volaran por los aires cuando las tropas napoleónicas abandonaron posteriormente el castillo).
La noche del primer día de asedio la guarnición del castillo se vio reforzada por 33 soldados polacos, procedentes de la guarnición de Mijas, al mando del teniente Eustachy Chełmicki que fue quien dirigió aquellas incursiones, de cuyo resultado se produjo la captura, a las tropas británicas, de piezas completas de artillería y otros elementos también de artillería, neutralizando así buena parte de baterías de tierra que no pudieron ser utilizadas por los sitiadores, además de la captura del comandante británico lord Blayney.
Al inicio de la batalla el castillo solo contaba con tres o cuatro piezas de artillería. Esta derrota del ejército hispano-británico estuvo condicionada, en parte, por la mala coordinación de las tropas de asalto y de desembarco con la armada británica situada frente a la costa, quienes disponían de superioridad numérica de artillería naval y mayor capacidad de fuego. Curiosamente tanto británicos, al desistir de la toma del castillo, como polacos cuando, por el desarrollo de la guerra, se vieron obligados a abandonarlo, ambos lo hicieron por mar. El primer día de la batalla se produjo en condiciones de lluvia intensa. La torre volada junto a los muros destruidos jamás se reconstruyeron. Con posterioridad los extremos de los muros que permanecieron en pie fueron unidos por la construcción de otro más endeble que actualmente se conserva, orientado hacia SO, conocido como «muro de aspilleras».